# Bob Stump
Robert Lee Stump (4 de abril de 1927 - 20 de junio de 2003) fue un político estadounidense que se desempeñó como congresista de los Estados Unidos por Arizona. Fue miembro del Partido Demócrata de 1977 a 1983 y luego miembro del Partido Republicano hasta el final de su mandato como congresista.

## Primeros años y carrera
Stump nació en Phoenix y fue un veterano de combate de la Segunda Guerra Mundial de la Marina de los EE. UU., donde sirvió en el USS Tulagi de 1943 a 1946. Se graduó de Tolleson Union High School en 1947 y de la Universidad Estatal de Arizona en 1951, donde fue miembro de la fraternidad Delta Chi. Fue propietario de una granja de algodón y cereales en Tolleson, un suburbio de Phoenix, durante muchos años.
Cumplió cuatro mandatos en la Cámara de Representantes de Arizona, de 1959 a 1967, y cinco mandatos en el Senado del Estado de Arizona, de 1967 a 1976. Se desempeñó como presidente del Senado del Estado de Arizona de 1975 a 1976.

## Miembro del Congreso
Fue elegido por primera vez para el 95.º Congreso el 2 de noviembre de 1976, originalmente como demócrata por el 3.º distrito del Congreso, un vasto distrito que se extiende desde el oeste de Phoenix a través de Prescott hasta Lake Havasu City y el Gran Cañón. Derrotó al líder de la minoría del Senado estatal, Fred Koory, con el 47 por ciento de los votos.
Stump llevaba sus corbatas de partido muy sueltas. Se consideraba un "demócrata Pinto", el nombre popular para los demócratas conservadores de la Arizona rural, y su historial de votación era fuertemente conservador. Su perfil era similar al de los demócratas conservadores del Sur. Votó a favor de los recortes de impuestos de Ronald Reagan en 1981. Poco después de esa votación, anunció que se convertiría en republicano cuando el Congreso volviera a reunirse en enero de 1982. Independientemente de su afiliación partidaria, nunca enfrentó una competencia seria en las urnas. Después de su campaña inicial para el Congreso, sólo cayó por debajo del 60 por ciento de los votos una vez, en 1990. Sólo se enfrentó a un independiente en 1978, y no encontró ninguna oposición en 1986.
Consideró brevemente postularse para el Senado en 1986 después de que Barry Goldwater decidiera retirarse.
Descrito como "tranquilo" y "asiduamente reservado", Stump mantuvo un perfil bastante bajo durante la mayor parte de su mandato. Tenía sólo un personal mínimo; era conocido por contestar el teléfono él mismo en su oficina de Washington D. C., y por abrir su propio correo.  Stump generalmente regresaba a casa para trabajar en su granja en Tolleson los fines de semana.
En noviembre de 1997, Stump fue uno de los dieciocho republicanos de la Cámara de Representantes que copatrocinaron una resolución de Bob Barr que buscaba iniciar una investigación de juicio político contra el presidente Bill Clinton. La resolución no especificó ningún cargo o acusación. Este fue un intento temprano de destituir a Clinton, anterior al estallido del escándalo Clinton-Lewinsky. El estallido de ese escándalo conduciría finalmente a un intento más serio de destituir a Clinton en 1998. El 8 de octubre de 1998, Stump votó a favor de una legislación que se aprobó para abrir una investigación de juicio político. El 19 de diciembre de 1998, Stump votó a favor de los cuatro artículos de impeachment propuestos contra Clinton (sólo dos de los cuales recibieron la mayoría de los votos necesarios para ser adoptados).
Durante sus 26 años en la Cámara se convirtió en un destacado miembro del Comité de Servicios Armados de la Cámara, desempeñándose como presidente entre 2001 y 2003. Había presidido el Comité de Asuntos de Veteranos de la Cámara de Representantes desde 1995 hasta 2001, cuando se vio obligado a renunciar a ese puesto debido a los límites de mandato impuestos por el caucus. Es uno de los pocos miembros de la Cámara que preside ambos comités.  Apoyó constantemente un aumento del gasto en el ejército y los veteranos. La Ley de Autorización de Asignaciones Militares de 2003 recibió su nombre en reconocimiento a su compromiso con el ejército como Ley de Autorización de Defensa Nacional Bob Stump para el Año Fiscal 2003. 
Stump patrocinó proyectos de ley para convertir el inglés en el idioma oficial de los asuntos gubernamentales y para modificar las leyes de modo que los niños nacidos en suelo estadounidense de padres no ciudadanos no fueran automáticamente ciudadanos. Según Amy Silverson, era "más conocido en el Congreso como un eterno detractor, que votaba en contra de casi todos los programas de gasto".
Entre 1976 y 2002, acumuló una puntuación de por vida de 97 (sobre 100) de la Unión Conservadora Americana .  Recibió puntuaciones muy bajas del Consejo Nacional de Ciudadanos Mayores, la Unión Estadounidense por las Libertades Civiles, la AFL-CIO, la NAACP y la Liga de Votantes Conservacionistas.
Aunque su distrito incluía toda la parte noroeste de Arizona, la gran mayoría de sus residentes vivían en el Valle Oeste. A menudo se acusó a Stump de dirigirse principalmente al Valle Oeste e ignorar las otras partes de su extenso distrito, a pesar de que el centro de gravedad del distrito se había trasladado al Valle Oeste ya en la década de 1970. De hecho, muchos de sus electores rara vez lo veían. Mantuvo su oficina de distrito en el centro de Phoenix, fuera de su propio distrito, durante muchos años. Aunque afirmó que su granja en Tolleson era su residencia en el distrito, su residencia principal estaba en otra parte de Phoenix fuera del distrito. Sin embargo, Stump le dijo a The Arizona Republic que consideraba la granja como "mi lugar de trabajo" y sabía que "nadie jamás pensó que yo residía allí". Creía que "uno declara su residencia donde quiera". Stump habría estado en su derecho de reclamar su casa de Phoenix como su residencia oficial, ya que los miembros de la Cámara solo están obligados a vivir en el estado que representan.

## Anuncio de Bob Hope
Después de que Associated Press colocó por error el obituario de Bob Hope en su sitio web en junio de 1998, Stump anunció en el pleno de la Cámara que el artista había muerto.   Esto fue rápidamente negado por su hija y su publicista; Hope sobrevivió a Stump por cinco semanas, muriendo en 2003 a la edad de 100 años.

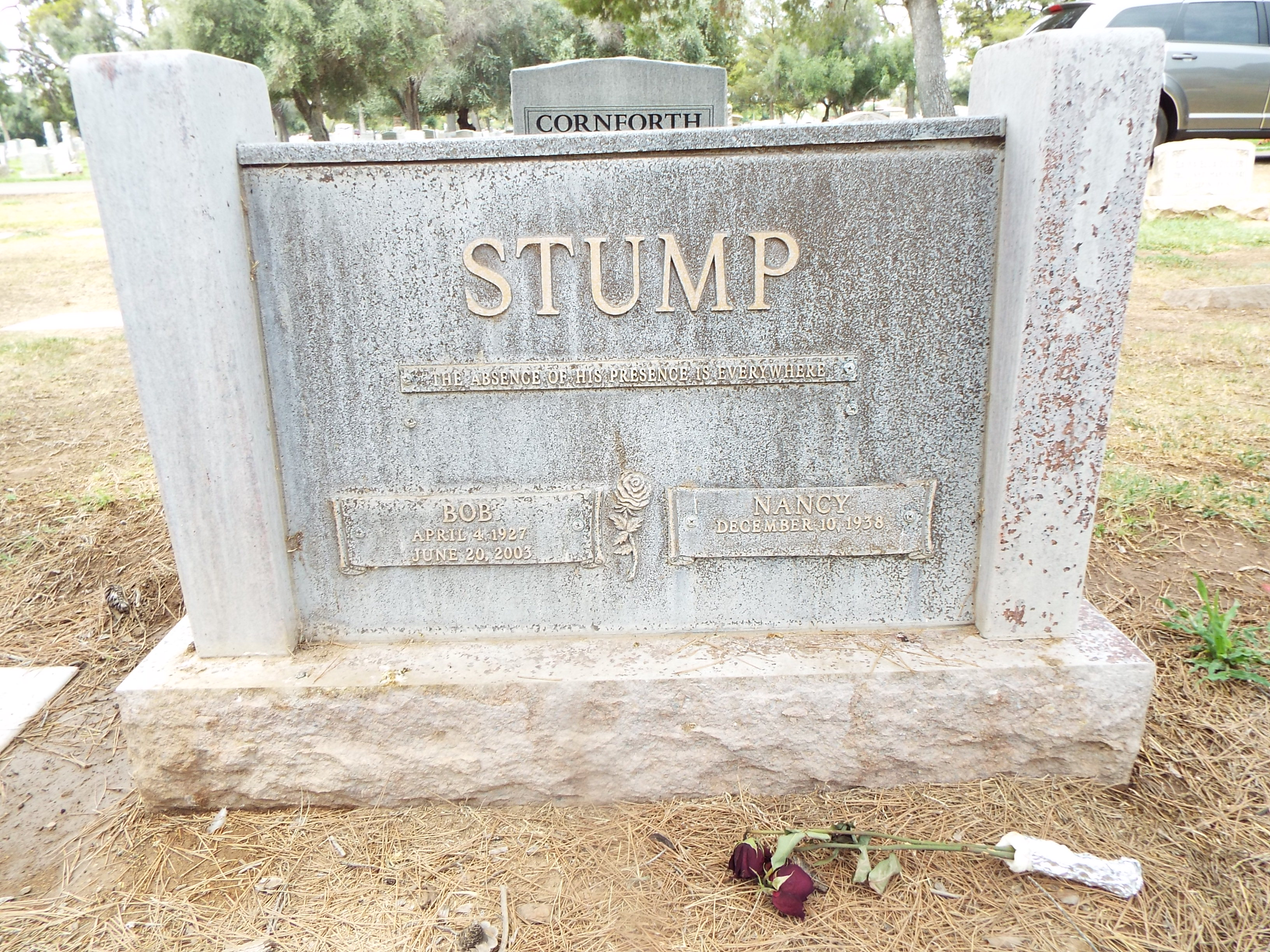
Tumba de Robert Lee Stump y Nancy Stump

Decidió no presentarse a la reelección en 2002 debido al deterioro de su salud. Respaldó a su jefa de gabinete de mucho tiempo, Lisa Jackson Atkins, como su sucesora en lo que entonces se denominaba el Segundo Distrito. Atkins había sido muy visible en el distrito, hasta el punto de que muchos pensaban que en realidad lo representaba y no Stump. Sin embargo, Atkins fue derrotado en una primaria republicana de siete candidatos por Trent Franks, quien ocupó el puesto hasta diciembre de 2017. Stump murió el 20 de junio de 2003 de mielodisplasia, un trastorno sanguíneo y fue enterrado en Greenwood/Memory Lawn Mortuary &amp; Cemetery en Phoenix con todos los honores militares.
En 2004, el Centro Médico del Departamento de Asuntos de Veteranos en Prescott, Arizona, pasó a llamarse Centro Médico del Departamento de Asuntos de Veteranos Bob Stump. Stump no tiene ninguna relación con el miembro de la Comisión de Corporaciones de Arizona del mismo nombre. En 2006, la SR 303L pasó a llamarse Bob Stump Memorial Highway.